# Franz Lang (Politiker)
Franz Lang (* 24. Dezember 1871 in Eggendorf am Wagram; † 14. April 1938) war ein österreichischer Politiker (CSP) und Wirtschaftsbesitzer. Er war von 1919 bis 1925 Abgeordneter zum Landtag von Niederösterreich und hatte das Amt des Bürgermeisters von Eggendorf am Wagram inne.

## Leben
Nach der dreiklassigen Volksschule war Lang als Landwirt tätig und engagierte sich als Obmann der Milchgenossenschaft.

## Politik
Lang wurde 1919 als  1. geschäftsführender Gemeinderat von Eggendorf genannt und war später bis 1938 Bürgermeister der Gemeinde. Zudem wirkte er als Mitglied des Bezirksschulrates und des Landeskulturrates. Am 20. Mai 1919 wurde er als Abgeordneter des Niederösterreichischen Landtags angelobt und gehörte während der Trennungsphase Wiens von Niederösterreich zwischen dem 30. November 1920 und dem 11. Mai 1921 der Kurie Niederösterreich-Land an. Lang schied am 27. März 1925 aus dem Landtag aus, wobei ihn eine „Privataffäre“ zum Rücktritt zwang. 